# سفارت ارمنستان در صوفیه
سفارت ارمنستان در صوفیه (ارمنی: Բուլղարիայում Հայաստանի դեսպանություն)، نمایندگی دیپلماتیک جمهوری ارمنستان در صوفیه پایتخت جمهوری بلغارستان می‌باشد که در شماره خیابان، در en:Stolichna Municipality، صوفیه واقع شده‌است. روابط دیپلماتیک بین دو کشور (en) در سال ۱۹۹X برقرار شده‌است. هم‌اکنون آرمن یدیگاریان مقام سفیر جمهوری ارمنستان در صوفیه را عهده‌دار است.

## اطلاعات
- آدرس: ул. „Загоричане” ۳
- تلفن:

## فهرست سفیران
- آرمن سارگسیان (۲۰۱۶-؟)
- آرسن شویان (۲۰۱۱–۲۰۱۶)
- سرگئی ماناساریان (۲۰۰۵–۲۰۱۰)
- سودا سوان (۱۹۹۹–۲۰۰۵)/(۱۹۹۴–۱۹۹۹)